# Hieronymus-Lotter-Preis

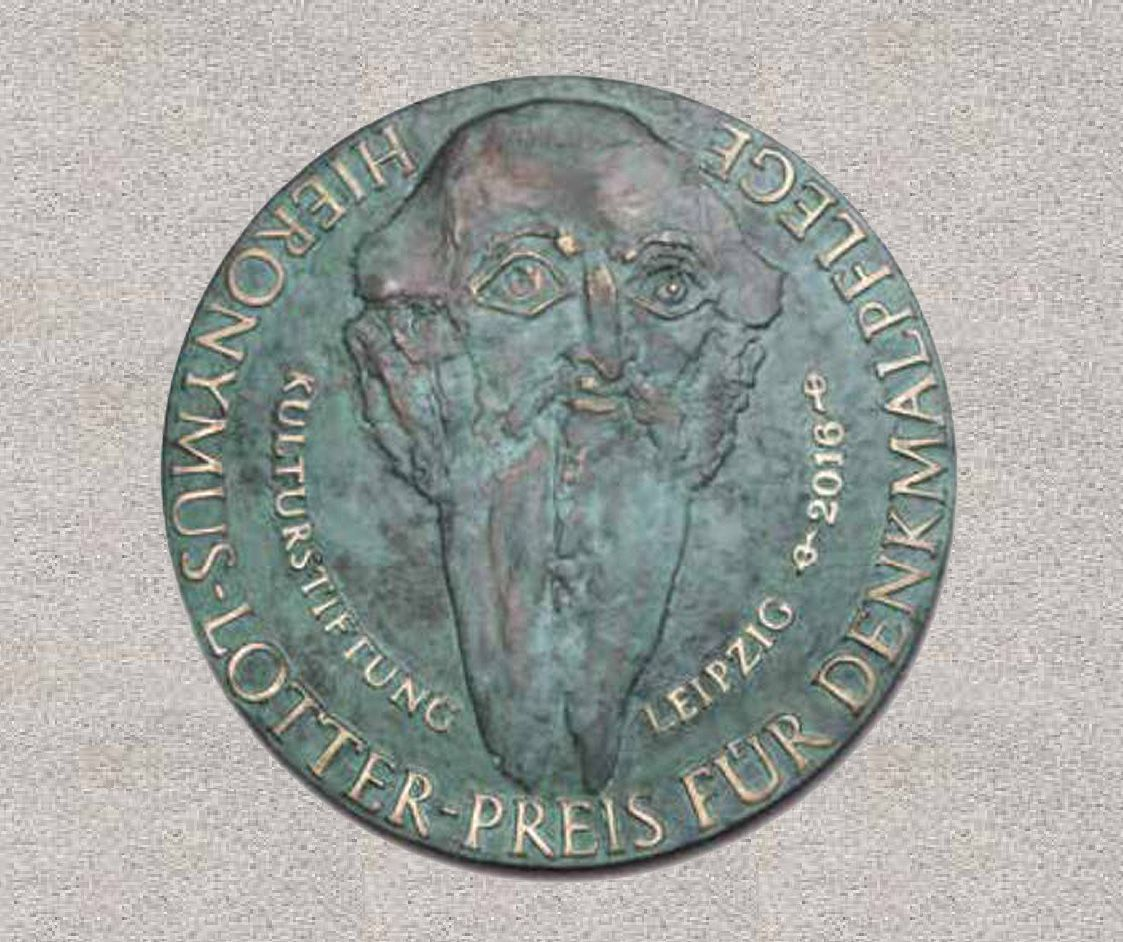
Plakette zum Hieronymus-Lotter-Preis

Der Hieronymus-Lotter-Preis für Denkmalschutz ist eine Auszeichnung, die die Kulturstiftung Leipzig für die vorbildliche Instandsetzung beziehungsweise Restaurierung von Kulturdenkmalen in der Stadt Leipzig vergibt. Ausgezeichnet werden die Denkmaleigentümer bzw. Bauherren, die aus dem privaten oder öffentlichen Bereich stammen können. Namensstifter des Preises ist der ehemalige Leipziger Bürgermeister und Bauorganisator Hieronymus Lotter (1497–1580).

## Procedere
Das Preisvergabeverfahren beginnt mit der Antragstellung der Bewerber. Pro Vergabesaison gehen in der Regel 25 bis 40 Anträge ein. Dann bewertet eine Fachjury die Objekte durch Besichtigung. Der Jury gehören Vertreter der Kulturstiftung Leipzig, der Denkmalschutz- und der Baubehörde der Stadt, des Landesamtes für Denkmalpflege Sachsen und der Industrie- und Handelskammer Leipzig an. Das Gremium bestimmt drei gleichberechtigte Preisträger und spricht bis zu fünf Anerkennungen aus. Die Preisträger erhalten neben einer Urkunde eine vom Leipziger Bildhauer Dieter Dietze (1937–2000) entworfene Bronzeplakette mit dem Bildnis von Hieronymus Lotter, die sie am prämierten Objekt anbringen können. Die Preisvergabe findet während der alle zwei Jahre in Leipzig stattfindenden  Europäischen Leitmesse für Denkmalpflege, Restaurierung und Altbausanierung statt.

## Geschichte
Im Jahr 1987 gab es die Idee zu einem solchen Denkmalpflegepreis für den Bezirk Leipzig. Verleihungen erfolgten 1988 und 1990, damals durch die Bezirksorganisation des Kulturbundes der DDR und den Rat des Bezirkes Leipzig und bezogen auf den ganzen Bezirk. Nach der deutschen Wiedervereinigung übernahm ab 1992 die Kulturstiftung Leipzig Auslobung und Vergabe des Preises in der geschilderten Form. Sie hielt an der zweijährigen Vergabe mit Ausnahme von 1998 fest, wo stattdessen Preisverleihungen 1997 und 1999 stattfanden.
Von 1992 bis 2004 waren die Preise jeweils mit einem Preisgeld von insgesamt 10 000 DM verbunden, ab 2002 umgerechnet in Euro. In den Folgejahren wurde darauf verzichtet, da den Bauherren und ihren Planungsbüros die Wertschätzung durch den Preis wichtiger ist, und Preisgelder wurden teilweise rückgespendet. 2020 wurden Auslobung und Verleihung des Hieronymus-Lotter-Preises coronapandemiebedingt absagt.

## Preisträger
Zwischen 1988 und 2022 wurden insgesamt 53 Preise und 55 Anerkennungen vergeben. Dabei reichen die prämierten Objekte von restaurierten kulturhistorisch wertvollen Gebäuden über die Restaurierung einschließlich Umnutzung leerstehender Industrieanlagen bis zu zahlreichen privaten Villen.

Beispiele ausgezeichneter Objekte
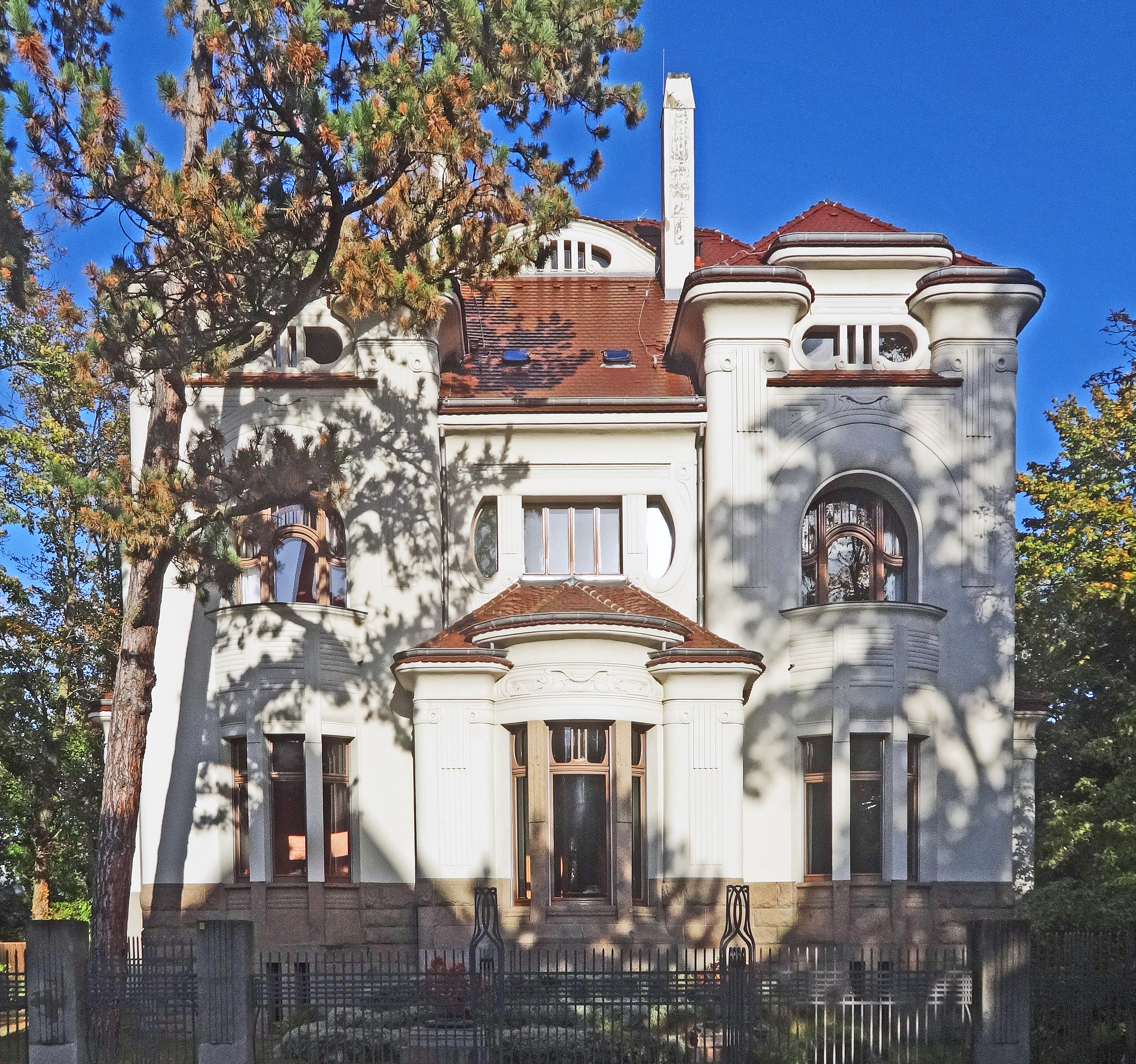
2000: Restaurierung einer Jugendstilvilla in Leutzsch
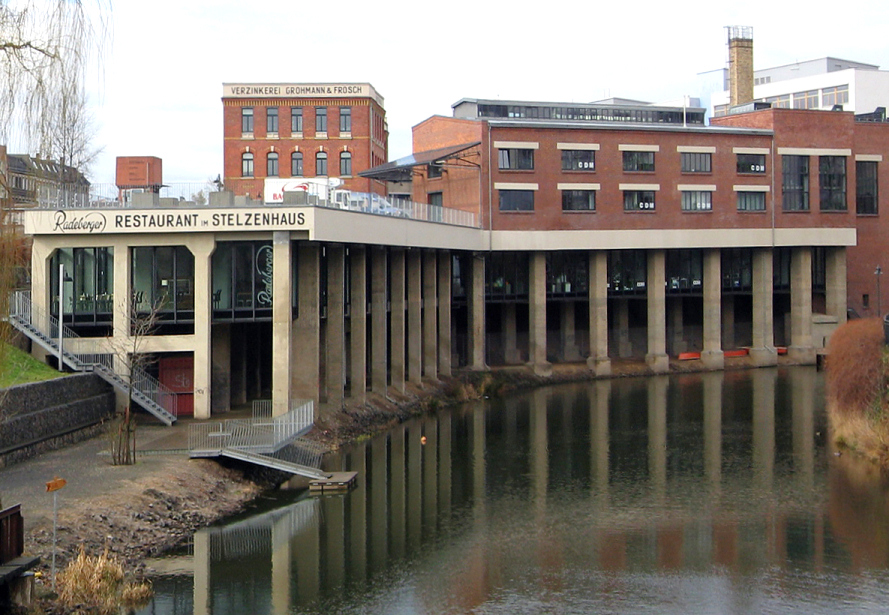
2004: Umnutzung des Industriedenkmals „Stelzenhaus“
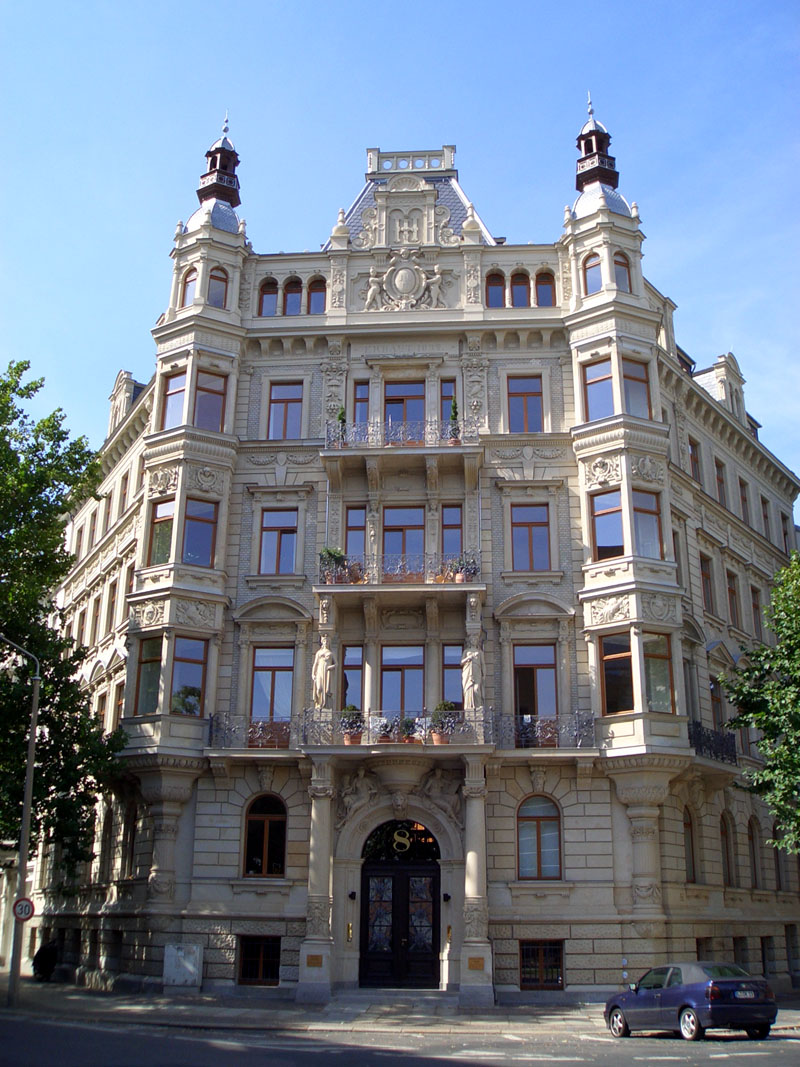
2006: Restaurierung des Palais Roßbach
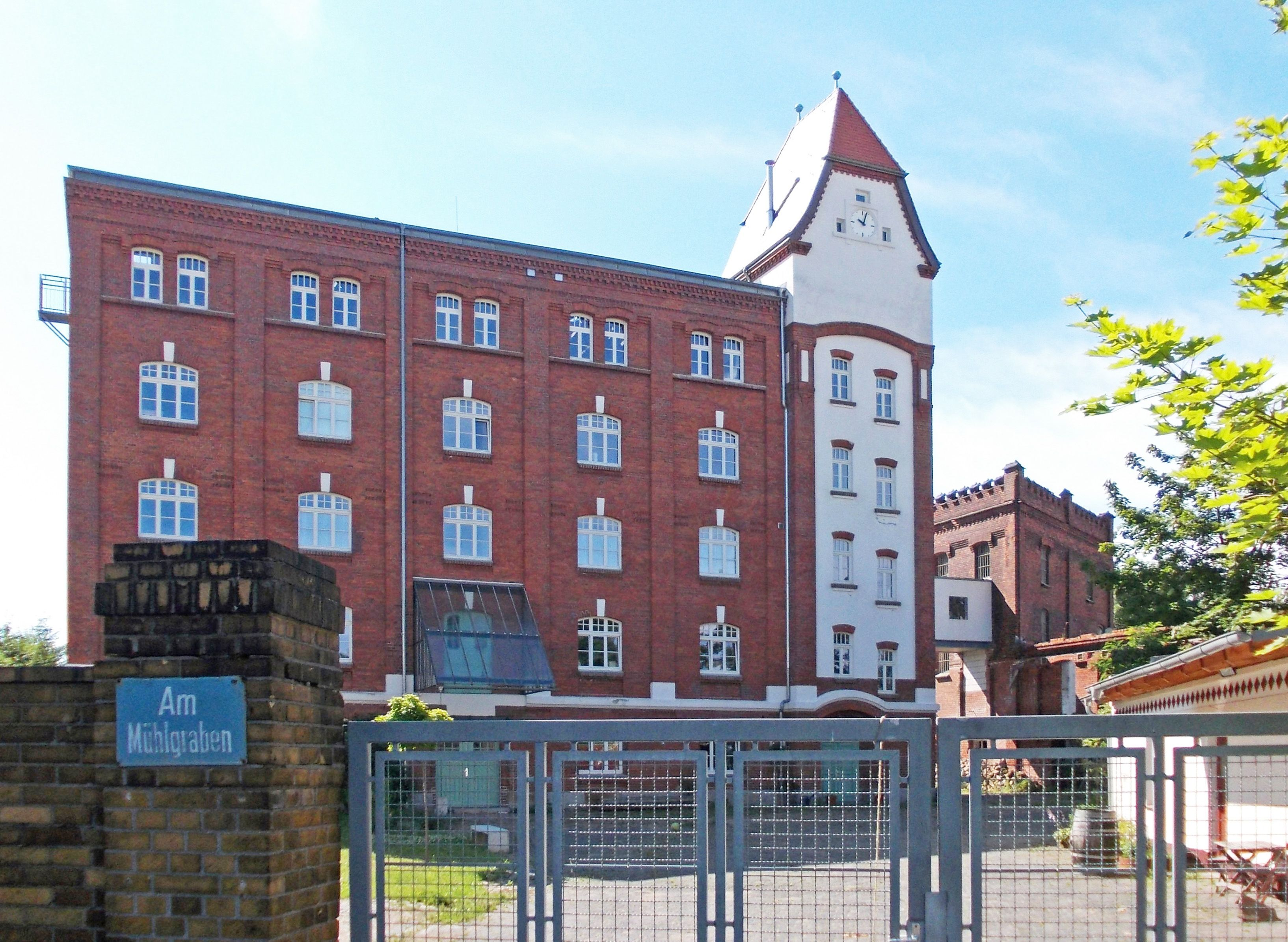
2008: Mühle Knauthain, Umnutzung zu Wohnzwecken
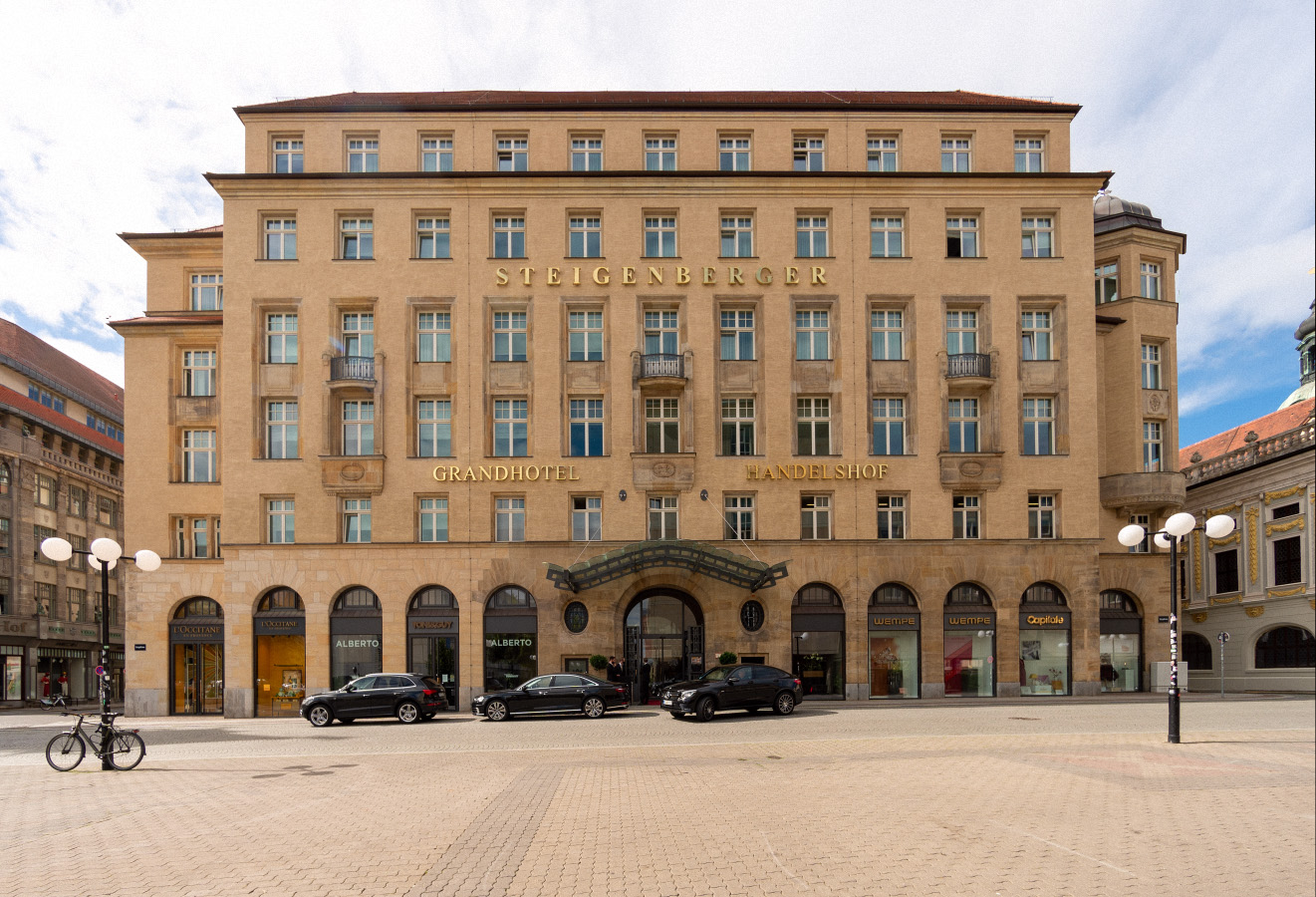
2012: Restaurierung des Handelshofs und Umnutzung zum Hotel
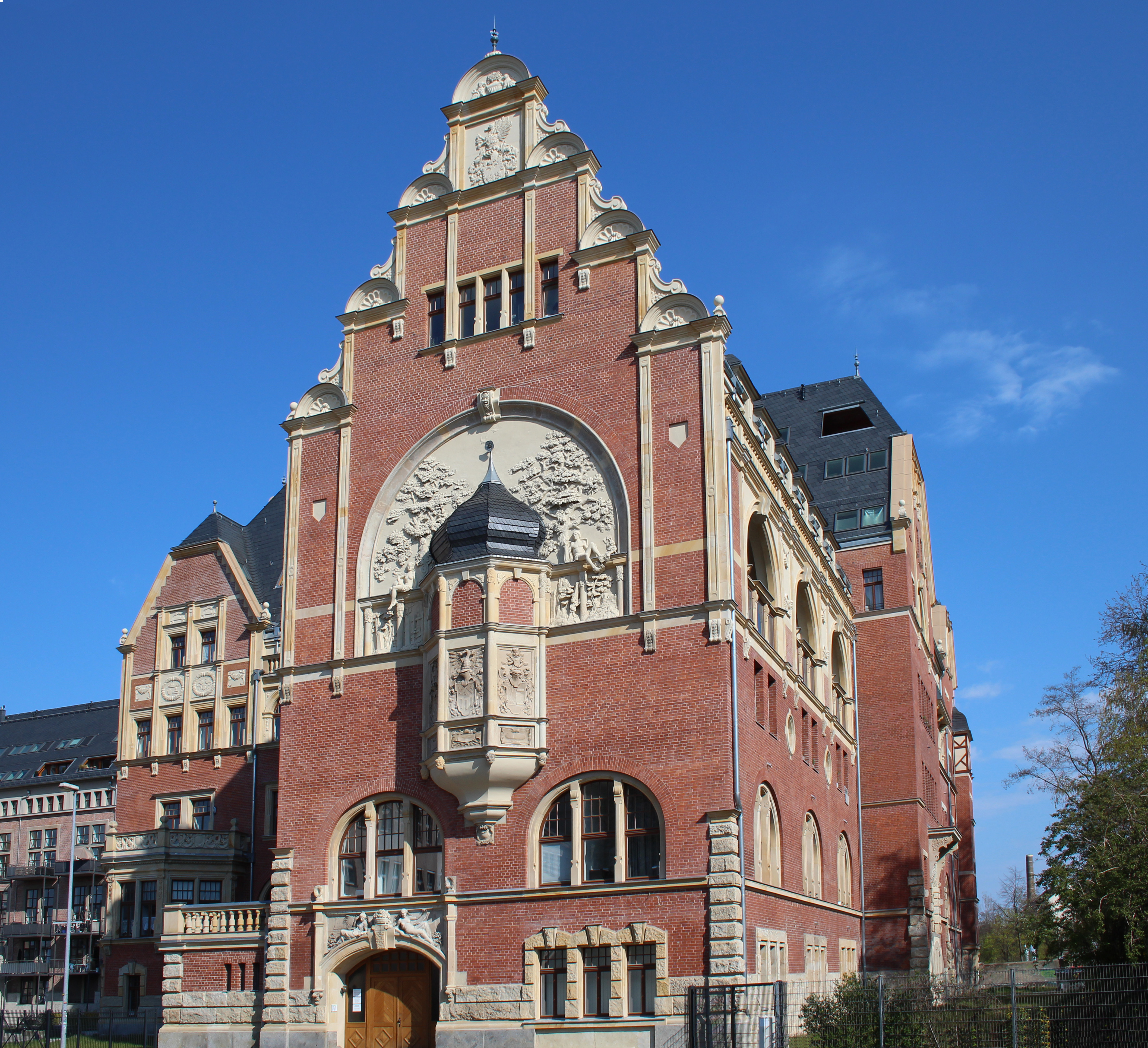
2018: Restaurierung des Buchgewerbehauses